# Треацано (Асколи Пичено)
Треацано (итал. Treazzano) насеље је у Италији у округу Асколи Пичено, региону Марке.
Према процени из 2011. у насељу је живело 40 становника. Насеље се налази на надморској висини од 26 м.